# Alfred Halbartschlager
Alfred Halbartschlager (1943) is een Oostenrijks organist

## Levensloop
Halbartschlager groeide op met de orgelmuziek van zijn grootvader en zijn oom. Toen hij 12 was begon hij zelf het instrument te bespelen in zijn parochiekerk. Eigenlijk was hij voorbestemd om de boerderij van zijn ouders over te nemen, maar hij studeerde liever verder en werd leraar. Hij gaf twee jaar les in Strengberg en in Prinzersdorf.
Hij studeerde ondertussen ook verder aan de plaatselijke Muziekschool, thans het Diocesane Conservatorium. Na zijn legerdienst besloot hij in 1969 van zijn hobby zijn beroep te maken en een bredere muziekopleiding te ondernemen aan de Muziekhogeschool in Wenen: muziekpedagogie, kerkmuziek, muziektheorie en orgel. Hij ging vervolgens zijn kennis testen tijdens verschillende internationale wedstrijden, waar hij ook prijzen won:
- 1972 Improvisatiewedstrijden in Melk en Wenen,
- 1975 Paul Hofhaimer Concours in Innsbruck,
- 1976 Johann Sebastian Bach Concours in Brugge, in het kader van het Festival Musica Antiqua, waar hij de Derde prijs behaalde.

Hij behoorde voortaan tot de best genoteerde Oostenrijkse organisten en werd tot titularis benoemd van het nieuwe orgel in de kathedraal van Sankt Pölten. Na tien jaar wijdde hij zich voortaan volledig aan zijn taken als docent aan de Muziekhogeschool in Wenen. Van 1976 tot 2008 doceerde hij aan dit ondertussen universiteit geworden conservatorium, voornamelijk de vakken van muziektheorie. Vanaf 2000 was hij gewoon hoogleraar voor muziektheorie.
Daarnaast beoefende hij het orgelspel in verschillende Weense kerken, onder meer in de kerk van de Augustijnen en vooral in de Hofburgkapelle, die beroemd is omdat er aldaar wordt opgetreden door de Wiener Sängerknaben, door het Mannenkoor van de Weense Opera en door de Wiener Philharmoniker.
Hij gaf ook regelmatig concerten op gerenommeerde festivals en in grote concertzalen. Zo speelde hij in 2006 tijdens de Salzburger Festspiele in een concert gedirigeerd door Riccardo Muti. Hij trad bij herhaling op in de zaal van de Wiener Musikverein. In juli 2007 trad hij op met het Wiener Staatsopernchor tijdens het Muziekfestival in Ravenna. Hetzelfde jaar concerteerde hij in de koninklijke residentie van Madrid op een van de oudste Spaanse orgels. In 2008 speelde hij het Orgelconcerto van Haydn tijdens de Filharmonische Weken in Steinbach am Attersee.

## Discografie
Halbartschlager heeft heel wat opnamen gerealiseerd, hetzij solo, hetzij met de Wiener Sängerknaben en met de musici van de Hofburg.